# Alberto Urdiales Márquez
Alberto Urdiales Márquez (Santander, Espanya 1968) és un jugador d'handbol espanyol, ja retirat, guanyador de dues medalles olímpiques.

## Biografia
Va néixer el 17 de novembre de 1968 a la ciutat de Santander, capital de Cantàbria.

## Carrera esportiva

### Trajectòria per clubs
| Temporades            | Club                 | Lliga  | País    |
| --------------------- | -------------------- | ------ | ------- |
| 1986/1987 - 1992/1993 | Atlético de Madrid   | ASOBAL | Espanya |
| 1993/1994 - 2000/2001 | Teka Santander       | ASOBAL | Espanya |
| 2001/2002 - 2003/2004 | Portland San Antonio | ASOBAL | Espanya |

Títols
- 1 Lliga ASOBAL: 1993/1994(Teka Santander)
- 2 Copes del Rei: 1986/1987 (At. Madrid) i 1994/1995 (Teka Santander)
- 2 Copes ASOBAL: 1996/1997 i 1997/1998 (Teka Santander)
- 2 Supercopes d'Espanya: 1987/1988 (At. Madrid) i 1994/1995 (Teka Santander)
- 1 Copa d'Europa: 1993/1994 (Teka Santander)
- 1 Recopa d'Europa: 1997/1998 (Teka Santander)

### Trajectòria amb la selecció espanyola
Va participar, als 23 anys, en els Jocs Olímpics d'Estiu de 1992 celebrats a Barcelona (Catalunya), on va aconseguir guanyar un diploma olímpic amb la selecció espanyola d'handbol en finalitzar cinquè en la competició olímpica. En els Jocs Olímpics d'Estiu de 1996 realitzats a Atlanta (Estats Units) aconseguí guanyar la medalla de bronze en derrotar la selecció francesa en la final pel tercer lloc, un metall que repetí en els Jocs Olímpics d'Estiu de 2000 realitzats a Sydney (Austràlia), en aquesta ocasió al derrotar la selecció de Sèrbia i Montenegro.
Al llarg de la seva carrera ha guanyat tres medalles en el Campionat d'Europa d'handbol, dues d'elles de plata.

### Trajectòria com a entrenador
La temporada 2004/2005 fou nomenat entrenador del Club Balonmano Cantabria, càrrec del qual fou destituït la temporada 2007.